# Вагозеро
Вагозеро (Вагвозеро, Вавгозеро) — озеро на территории Коткозерского сельского поселения Олонецкого района Республики Карелии.

## Общие сведения
Площадь озера — 1,3 км², площадь водосборного бассейна — 170 км². Располагается на высоте 80,2 метров над уровнем моря.
Форма озера продолговатая: вытянуто с северо-запада на юго-восток. Берега каменисто-песчаные, преимущественно возвышенные.
Через озеро протекает река Топорная, впадающая в Утозеро, являющееся истоком реки Олонки.
На северо-восточном берегу озера располагается деревня Вагвозеро, к которой подходит дорога местного значения 86К-185 («Коткозеро — Вагвозеро»).
Код объекта в государственном водном реестре — 01040300211102000014701.